# Utica Avenue
Utica Avenue è una stazione della metropolitana di New York situata sulla linea IND Fulton Street. Nel 2019 è stata utilizzata da 5 106 247 passeggeri. È servita dalla linea A sempre e dalla linea C sempre tranne di notte.

## Storia
La stazione fu aperta il 9 aprile 1936.

## Strutture e impianti
La stazione è sotterranea, ha due banchine a isola e quattro binari, i due esterni per i treni locali e i due interni per quelli espressi. È posta al di sotto di Fulton Street ed è dotata di due mezzanini separati, quello ovest possiede due scale che portano all'incrocio con Stuyvesant Avenue, mentre quello est possiede due scale e un ascensore che conducono a ovest dell'incrocio con Utica Avenue.

## Interscambi
La stazione è servita da alcune autolinee gestite da NYCT Bus.
- Fermata autobus